# (9988) Erictemplebell
(9988) Erictemplebell (1997 RX6) – planetoida z pasa głównego asteroid okrążająca Słońce w ciągu 4,94 lat w średniej odległości 2,9 j.a. Odkryta 9 września 1997 roku.